# Workman, Clark

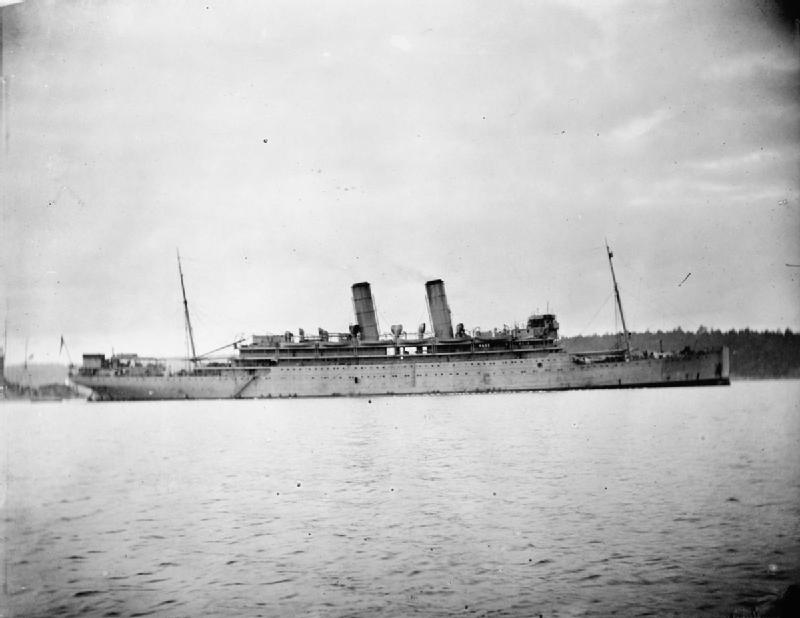
Hilfskreuzer HMS Otranto, 1909 für die Orient Steam Navigation Company gebaut

Workman, Clark & Co., Ltd. war eine Werft im nordirischen Belfast. Das 1880 gegründete Unternehmen ging 1935 in Konkurs und wurde aufgelöst.

## Geschichte

### Die Anfänge
Der Betrieb wurde 1880 von Frank Workman und George Clark unter dem Namen Workman, Clark and Company in der Rechtsform einer Limited Company (Aktiengesellschaft) gegründet. Beide hatten zuvor in Belfast auf der Werft Harland & Wolff gearbeitet und pflegten familienbedingt gute Verbindungen auch zu anderen Werften. Zu Beginn wurden Schiffsrümpfe (Kaskos) und Küstenschiffe gebaut. Bereits 1881 ging dem jungen Unternehmen das Geld aus, jedoch gelang es Workman über seine Verbindungen zur Smith-Familie, der die Reederei City Line in Glasgow gehörte, eine Neubauorder für eine Viermastbark mit Schraubenantrieb zu bekommen. Aus diesem ersten großen Neubau ergab sich eine Reihe von Folgeaufträgen für Schwesterschiffe, mit denen die Werft bis in die 1890er Jahre beschäftigt war. Während dieser Jahre wurden zahlreiche Dampfer für die Reederei Ulster Steamship Company sowie Trampschiffe für Thomas Dixon and Sons erstellt. In den 1890er Jahren war das Unternehmen in den Victoria Engine Works bereits in der Lage, Kessel und Schiffsdampfmaschinen herzustellen.

### Wachstum bis zum Ersten Weltkrieg

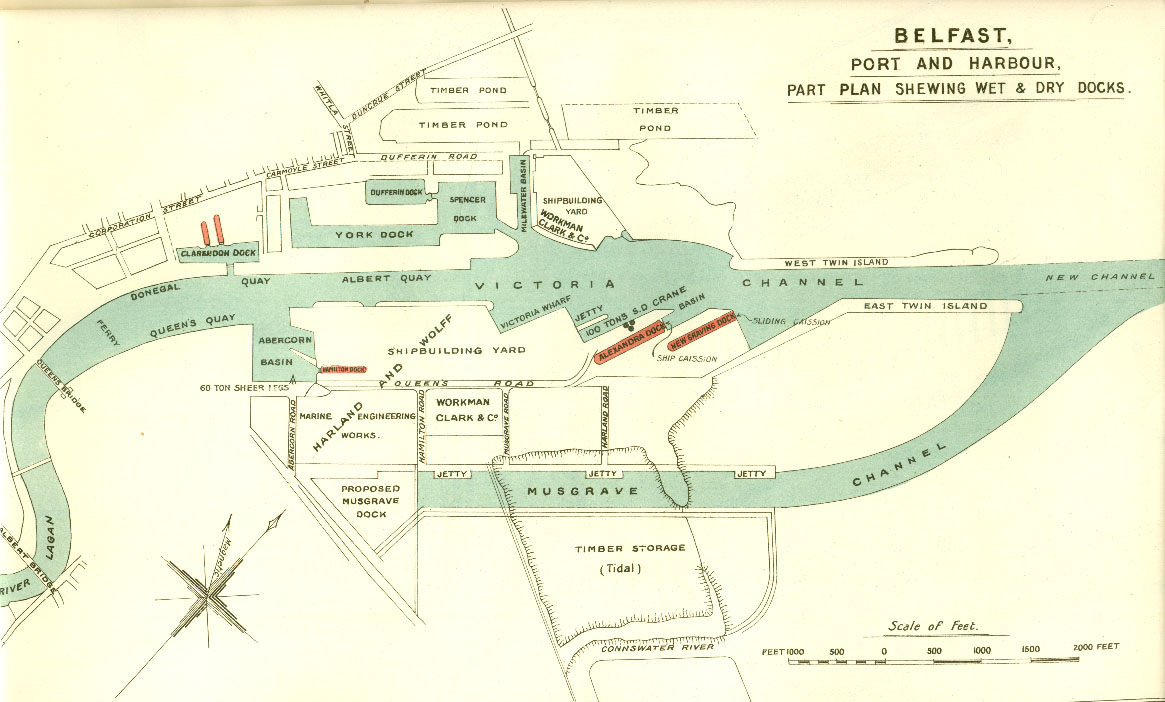
Hafenplan von Belfast um 1909

Um 1900 festigte Workman, Clark and Company seinen Ruf mit dem Bau von vier innovativen Passagierschiffen für den Transatlantik-Dienst und baute den Betrieb auf sieben Helgen im sogenannten North Yard und fünf Helgen auf dem South Yard aus. Mit 3.500 Beschäftigten lieferte man 34.000 Tonnen Schiffsraum pro Jahr ab und baute damit zum Teil langanhaltende Geschäftsbeziehungen zu Unternehmen wie der Irish Star Line, Cunard Line, Alfred Holt, der United Fruit Company und anderen auf. Der erste Meilenstein der Werft war die 1904 gebaute Victorian, dem ersten Passagierschiff mit Dampfturbinenantrieb für den Transatlantikdienst. Auch dies führte wieder zu einer Reihe von Neubauaufträgen verschiedener Reedereien, die ähnliche Schiffe bei Workman, Clark and Company bestellten.

### Erster Weltkrieg
Zu Beginn des Ersten Weltkriegs war man mit inzwischen 9.000 Mitarbeitern außer auf den Bau großer Passagier- und Frachtschiffe und die Herstellung von Stahlpropellern und Parsons-Dampfturbinen spezialisiert. Während der Kriegszeit erreichte der Ausstoß der Werft, sowohl an Fracht- als auch an Kriegsschiffen für die Royal Navy, seinen Höchststand und auch die Zahl der Werftarbeiter wuchs auf 12.000. Neben dem Reparaturgeschäft stellte man Kühl- und Frachtschiffe für den Linien- und Trampeinsatz sowie Standard-„B“-Serienschiffe her. Ein Werftarbeiter stellte mit dem Setzen von 11.209 Nieten an einem einzigen Tag einen Rekord auf.

### Nachkriegszeit bis zur Auflösung
Im ersten Nachkriegsjahr wurde die Werft von der Northumberland Shipbuilding Co. übernommen. Im Jahr 1920 wuchs der Wert des Unternehmens von 2,4 Millionen Pfund auf sieben Millionen Pfund. Die Situation änderte sich 1923, als die Werft drei Millionen Pfund Verlust machte und die Northumberland Shipbuilding Co ihre Schuldverschreibungszinsen nicht bedienen konnte. Da Northumberland Shipbuilding Co. unmittelbar nach dem Erwerb von Workman, Clark große Darlehenssummen zur Begleichung eigener Schulden auf das Tochterunternehmen aufgenommen, diese aber dort nie reinvestiert, sondern im Mutterkonzern behalten hatte, kam es 1927 zu einem großen Schadenersatzprozess der Anteilseigner gegen das Mutterunternehmen, welches unter anderem wegen Betrugs und Unterschlagung durch Erstellung falscher Übernahmeprospekte und zur Klärung der damit verbundenen Haftungsklauseln verklagt wurde. Im Januar 1928 hatte die Werft im Zuge dieses Prozesses alle Kreditwürdigkeit verloren. Es kam zum Bankrott und zur Schließung der Werft. Schon im März erreichte man jedoch mit Regierungshilfe eine Befriedigung der Gläubiger der alten Firma für rund ein Drittel ihres Wertes und konnte so die Werft mittels eines Management-Buy-out unter der Führung von William Strachan übernehmen und unter dem Namen Workman, Clark wiederzueröffnen.
Schiffbaulich waren die 1920er Jahre von einer größeren Anzahl von Stückgutschiffen für den Liniendienst und 14 Kühlschiffen für Elders & Fyffe und der Standard Fruit Company bestimmt. Das bemerkenswerteste Schiff von Workman, Clark war zweifellos die 1927 entstandene Bermuda. Das größte je hier gebaute Schiff war ausgerüstet mit vier Dieselmaschinen und innovativer Technik. Aber schon vier Jahre später sollte sie zum vielleicht entscheidenden Nagel im Sarg von Workman, Clark werden. Zunächst wurden aber, unter anderem, zehn sogenannte „G“-Klasse Fleischtransport-Tiefkühlschiffe, zehn Tanker und ein Walfangfabrikschiff produziert.
Das nächste und für Workman, Clark letzte Jahrzehnt begann unter dem Einfluss der Weltwirtschaftskrise verhalten mit dem Bau zweier Shell-Tanker und einem weiteren Walfangfabrikschiff. Ende 1930 schlug Strachan einen Zusammenschluss mit Harland & Wolff vor und im November wurde die Werft wieder einmal kurzzeitig geschlossen. Am 19. November 1931 kam es auf dem bei der Bauwerft liegenden Passagierschiff Bermuda zu einem erneuten Brand an Bord, nachdem es schon in Hamilton auf den Bermudas am 16. Juni des Jahres an Bord gebrannt hatte. Im Mai 1932 kaufte Workman, Clark die Bermuda, um einer eine Million Pfund teuren Schadenersatzklage aus dem Weg zu gehen. Schon Ende Mai musste Strachan den Großteil der Belegschaft mit den Worten „Alle unsere Helgen sind leer!“ (all our slips are empty) nach Hause schicken, nachdem noch zwei Kühlschiffe fertiggestellt worden waren. Da die Firma finanziell so desolat dastand, dass man die Löhne angesichts leerer Helgen nicht mehr zahlen konnte, musste man die Arbeiter entlassen, nicht jedoch, ohne zu betonen „wir sind weder niedergeschlagen noch ohne Hoffnung“ (we are neither downhearted or without hope). Schon kurz darauf gelang es, wieder neue Bauorders für einige Kombischiffe, Stückgutschiffe und einen Tanker zu gewinnen. Das „Unglücksschiff“ Bermuda wurde 1934 an eine Abwrackwerft verkauft und sank am 30. April 1934 im Schlepp auf dem Weg zum Abbruch. Als im selben Jahr keine weiteren Aufträge mehr zu bekommen waren, wurden die meisten Werftarbeiter erneut entlassen. Aber erst im Mai 1935 ging die Werft endgültig Konkurs. Der North Yard genannte Teil der Werft wurde durch National Shipbuilders Security (British Shipbuilders Ltd.) erworben und während des Zweiten Weltkriegs durch die Firma Lagan Construction Company abgebaut. South Yard wurde bei Kriegsanfang durch Harland and Wolff als deren Victoria Yard reaktiviert.

## Baustatistik der Werft
| Bauzeitraum | Anzahl der Schiffe | Tonnage (BRT) |
| ----------- | ------------------ | ------------- |
| 1900–1904   | 53                 | 274.200       |
| 1905–1909   | 61                 | 332.800       |
| 1910–1914   | 46                 | 359.142       |
| 1919–1923   | 50                 | 348.383       |
| 1924–1928   | 26                 | 147.739       |
| 1929–1933   | 24                 | 161.620       |